# Rugby Club I Cavalieri 2012-2013

## Eccellenza 2012-13

### Stagione regolare
| Incontro                    | Andata | Ritorno |
| --------------------------- | ------ | ------- |
| I Cavalieri — San Donà      | 32-13  | 8-5     |
| Reggio Emilia — I Cavalieri | 6-38   | 7-41    |
| I Cavalieri — L’Aquila      | 52-6   | 26-6    |
| Rovigo — I Cavalieri        | 16-9   | 6-19    |
| I Cavalieri — Calvisano     | 14-3   | 14-19   |
| Crociati — I Cavalieri      | 6-29   | 0-13    |
| I Cavalieri — S.S. Lazio    | 20-16  | 24-15   |
| I Cavalieri — Viadana       | 13-0   | 24-26   |
| Petrarca — I Cavalieri      | 13-25  | 11-33   |
| I Cavalieri — Mogliano      | 33-3   | 24-30   |
| Fiamme Oro — I Cavalieri    | 29-26  | 13-55   |

#### Risultati della stagione regolare
| Posizione | G  | V  | N | P | PF  | PS  | DP   | B  | Pt |
| --------- | -- | -- | - | - | --- | --- | ---- | -- | -- |
| 3ª        | 22 | 17 | 0 | 5 | 572 | 248 | +324 | 15 | 83 |

### Fase finale
| Turno | Incontro                | Andata | Ritorno |
| ----- | ----------------------- | ------ | ------- |
| SF    | I Cavalieri — Calvisano | 24-6   | 6-14    |
| F     | I Cavalieri — Mogliano  | 11-16  | 11-16   |

## European Challenge Cup 2012-13

### Prima fase

#### Girone 5
| Incontro                     | Andata | Ritorno |
| ---------------------------- | ------ | ------- |
| Grenoble — I Cavalieri       | 59-3   | 47-0    |
| I Cavalieri — London Welsh   | 31-32  | 5-62    |
| I Cavalieri — Stade français | 23-37  | 6-29    |

#### Risultati del girone 5
| Posizione | G | V | N | P | PF | PS  | DP   | B | Pt |
| --------- | - | - | - | - | -- | --- | ---- | - | -- |
| 4ª        | 6 | 0 | 0 | 6 | 68 | 266 | -198 | 2 | 2  |

## Verdetti
- I Cavalieri qualificati alla European Challenge Cup 2013-2014